# 雅克·杜塞
雅克·杜塞（法語：Jacques Doucet，？—？），法国男子帆船运动员。他曾代表法国参加1900年夏季奥林匹克运动会帆船比赛，获得二枚银牌。